# Landmannalaugar
Landmannalaugar è una regione montuosa nei pressi del vulcano Hekla nel sud dell'Islanda.

## Descrizione
L'area è una popolare destinazione turistica per la presenza di interessanti formazioni geologiche, come le montagne multicolore di riolite, ampie distese di lava e sorgenti di acqua calda. Inoltre, è un punto di partenza di escursioni della durata di più giorni verso gli altopiani d'Islanda.
Gli escursionisti trovano al Landmannalaugar nel periodo estivo un attrezzato centro assistenza. Un rifugio, in funzione dal 1951, può ospitare fino a 78 persone. È facilmente raggiungibile da Hella con la pista F26, anche tramite pullman turistici di linea.
Il Landmannalaugar è il punto di partenza per una serie di itinerari escursionistici. Due delle montagne più visitate sono il Bláhnjúkur ed il Brennisteinsalda. Da Landmannalaugar parte anche il percorso di trekking di quattro giorni chiamato Laugavegur: l'itinerario si dirige verso sud e si conclude a Þórsmörk. Con un quinto giorno, passando tra i due ghiacciai Eyjafjallajökull e Mýrdalsjökull, si può raggiungere l'abitato di Skógar.

## Galleria d'immagini

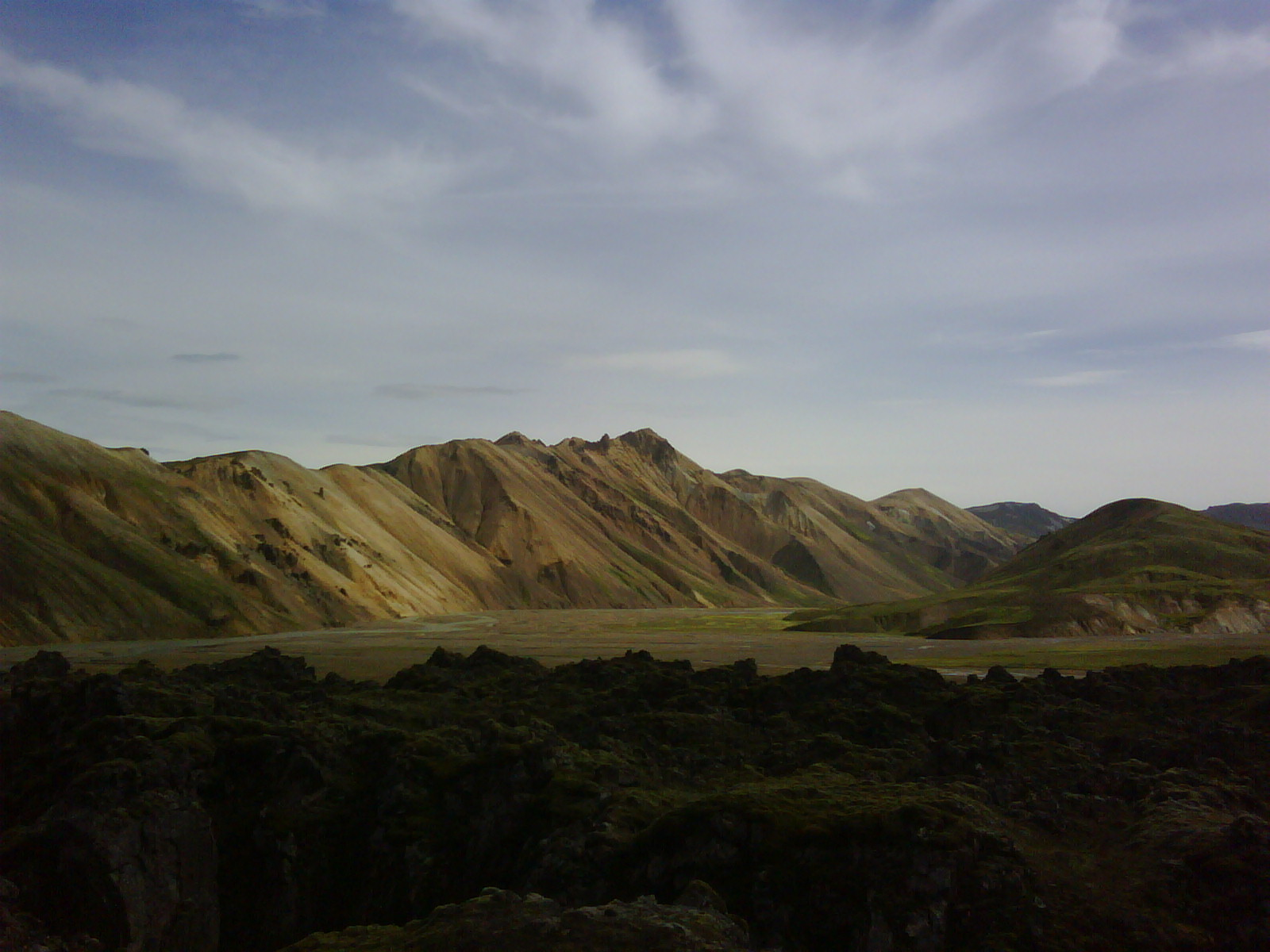
Le montagne colorate del Landmannalaugar
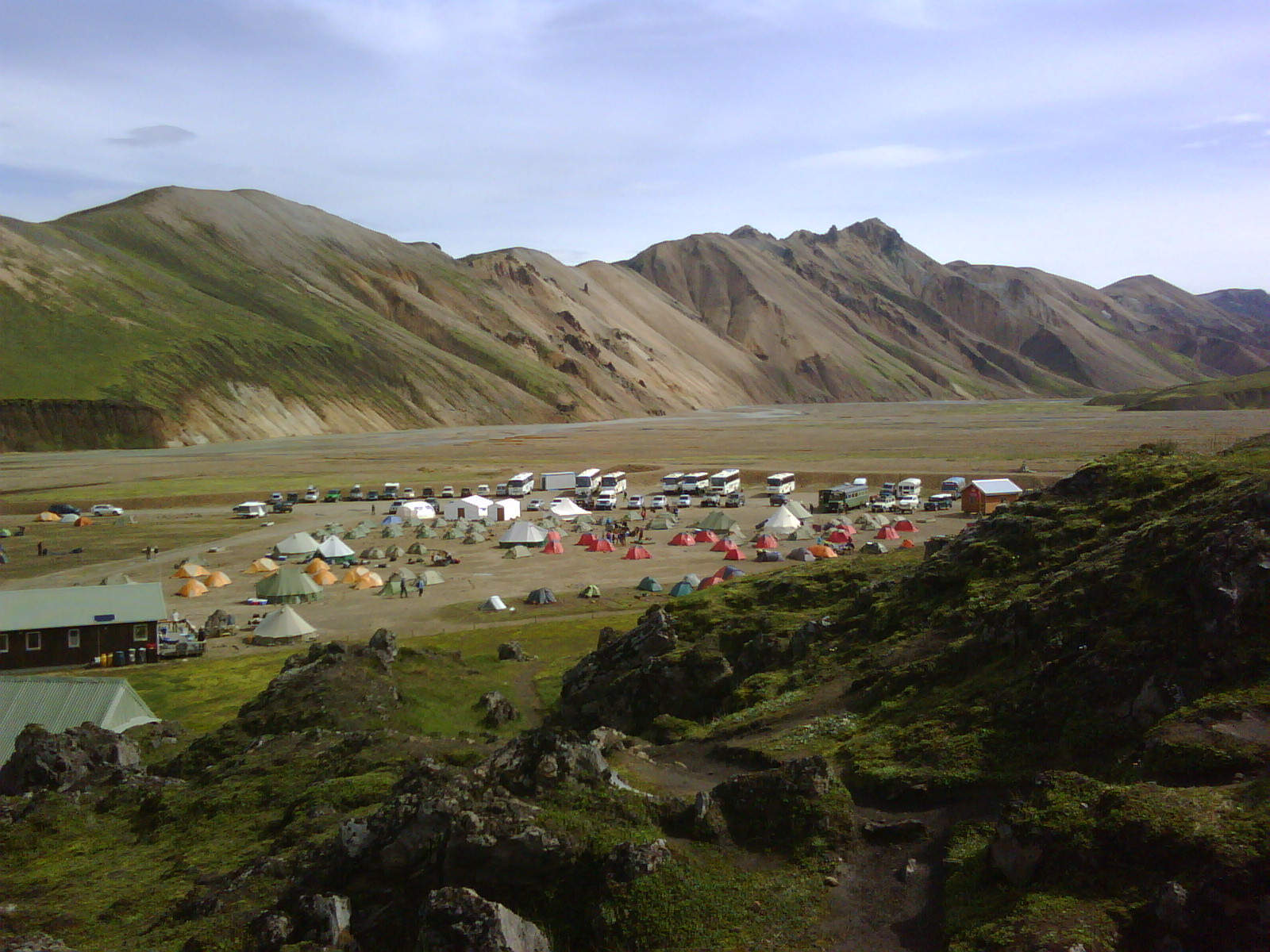
Il camping del Landmannalaugar
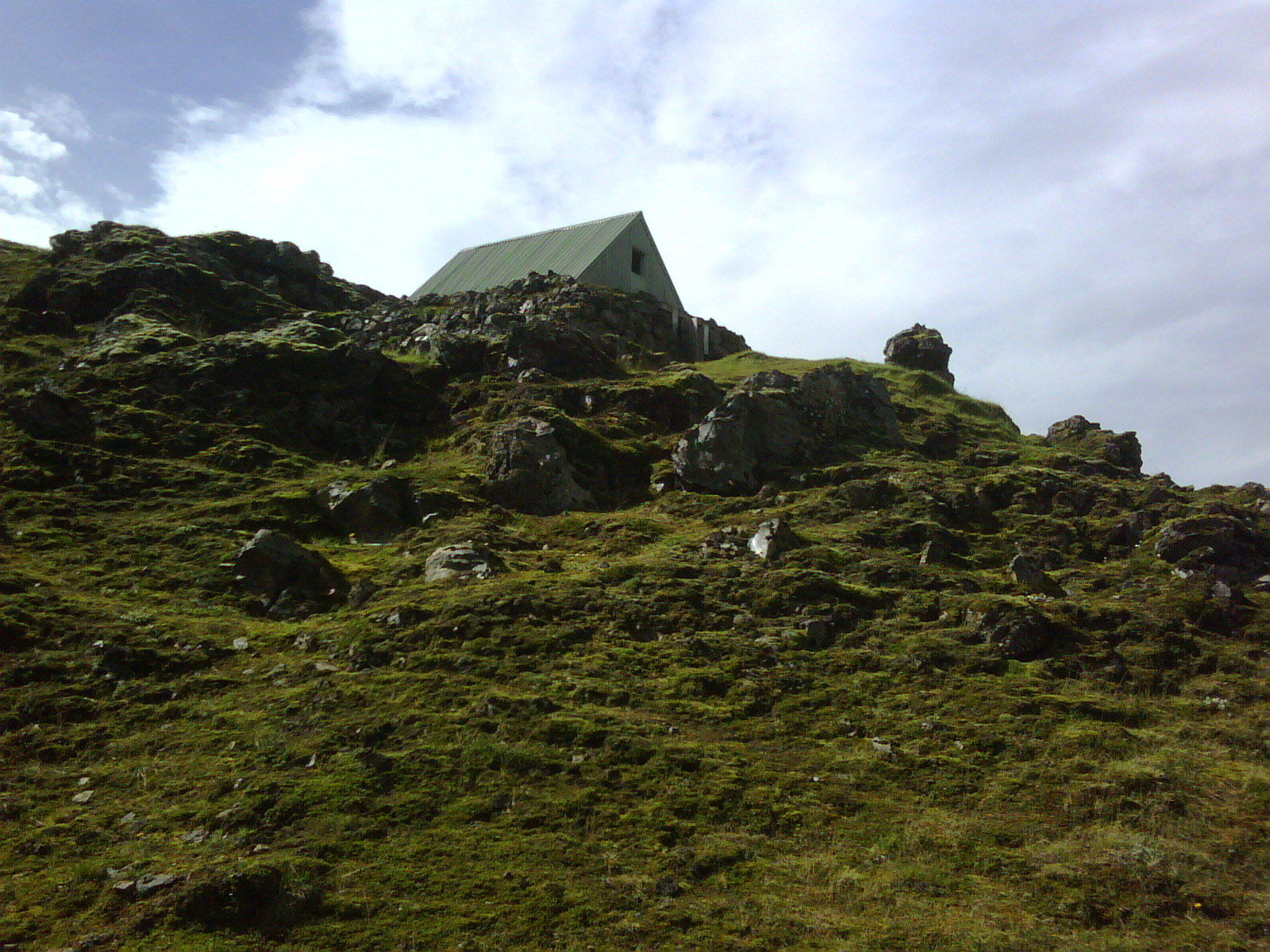
Baita al Landmannalaugar
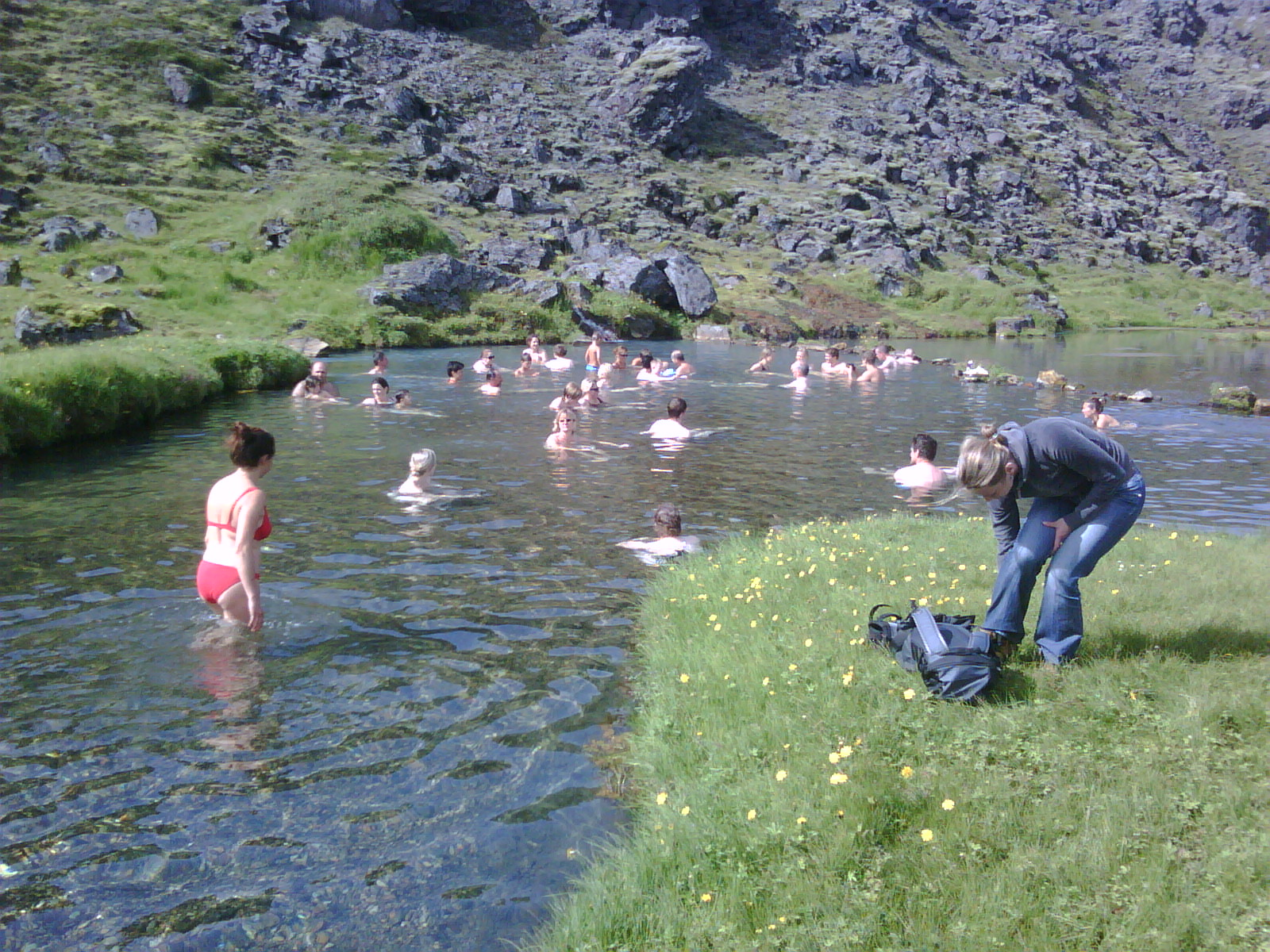
Piscina termale all'aperto al Landmannalaugar